# Георг II (герцог Вюртемберг-Монбельяр)
Георг II (нім. Georg II.; 5 жовтня 1626 — 1 червня 1699) — 3-й герцог Вюртемберг-Монбельяр в 1662—1699 роках. Нумерація цього герцога рахується від Георга I, графа Монбеляра, якого іноді також називають герцогом.

## Життєпис
Походив з Вюртемберзького дому, гілки Молодших Монбельярів. Старший син Людвіга Фрідріха, герцога Вюртемберг-Монбельяр, та його другої дружини Анни Елеонори Нассау-Вайлбурзької. Народився 1626 року в Монбельярі. 1631 року помирає батько, а герцогом стає зведений брат Леопольд Фрідріх.
Під час Тридцятирічної війни залишив Монбельяр. Помернувся сюди 1638 року. 1648 року пошлюбив представницю знатного французького роду Коліньї. 1662 року після смерті зведеного брата успадкував герцогство Вюртемберг-Монбельяр.
З початком 1672 року Голландської війни намагався зберегти нейтралітет. Втім більше орієнтувався на Священну Римську імперію, побоюючись амбіцій французького короля Людовика XIV, який перед тим 1670 року зайняв Лотарингію. 1676 року французькі війська на чолі із маршалом Франсуа-Анрі Монморансі-Люксембургом захопили усі володіння Георга II. Останній втік до Базеля. Невдовзі його володіння в Ельзасі також було захоплено франнцузами. З огляду на відсутність статків перебрався до родичів в Сілезії.
Зумів повернутися до Монбельяру лише 1684 року, але відмовився визнати протекторат Франції. Тому Вюртемберг-Монбельяром керував стриєчний брат Фрідріх Карл, герцог Вюртемберг-Вінненталя. 1697 року за умовами Рейсвейкського мирного договору французькі війська залишили Монбельяр. 1698 року після смерті Фрідріха Карла, герцога Вюртемберг-Вінненталя, нарешті Георг II зумів відновити владу в Монбельярі. Помер 1699 року. Йому спадкував син Леопольд Ебергард.

## Родина
Дружина — Анна, донька герцога Гаспара III Коліньї, маршала Франції та сестра Гаспара IV де Коліньї
Діти: 
- Оттон Фрідріх (1650—1653)
- Генріетта (1654—1680)
- Елеонора Шарлотта (1656—1743), дружина Сільвія II Фрідріха, герцога Вюртемберг-Ельс
- Конрад Людвіг (1658—1659)
- Анна (1660—1733)
- Єлизавета (1665—1726), дружина Фрідріха Фердинанда, герцога Вюртемберг-Вайльтінген
- Гедвіга (1667—1715)
- Леопольд Ебергард (1670—1723), герцог Вюртемберг-Монбельяр